# Magdalena Żernicka-Goetz
Magdalena Żernicka-Goetz, née le 30 août 1963 en Pologne, dirige le laboratoire de biologie moléculaire de l’université de Cambridge. Ses recherches portent en particulier sur les embryons humains visent à faciliter la compréhension des mécanismes de leur développement.

## Biographie
Née le 30 août 1963 à Varsovie en Pologne, à l'époque République populaire de Pologne, elle est la fille de Boguslaw Zernicki, un scientifique polonais spécialiste du cerveau, disparu en 2002. À 16 ans, la jeune fille franchit pour la première fois le rideau de fer pour accompagner son père à une conférence scientifique à Bruxelles. Attirée également par la biologie du cerveau, elle choisit finalement de se spécialiser  en embryologie pour effectuer son parcours indépendamment de la renommée de son père. Elle obtient son doctorat à 27 ans, ainsi qu'une bourse de la Fondation Soros pour l’université d’Oxford.
En Angleterre, Martin Evans et John Gurdon la recrutent à Cambridge en 1995. Elle dirige une équipe dans  le bâtiment même où Robert Edwards a mis au point la fécondation in vitro dans les années 1970, y étudiant les mécanismes de développement des embryons. En travaillant de 2002 à 2014 sur des cellules souches de souris, son équipe commence à mettre à jour les mécanismes de développement des cellules dans les embryons, montrant notamment comment des embryons atteints d'anomalies peuvent évoluer favorablement, les cellules normales pouvant faire disparaître les cellules  anormales dans la partie de l’embryon qui génère le fœtus, si la proportion de cellules normales s'y prête,. 
Puis elle a poussé la culture in vitro d’embryons humains pendant 13 jours (durée jamais atteinte précédemment), cette durée correspondant à celle de l’implantation de l’embryon dans l’utérus. Elle a communiqué en mai 2016 sur les résultats de ses recherches dans les revues britanniques Nature et Nature Cell Biology. Elle a indiqué à cette occasion  qu'une intuition sur ces mécanismes de développement s'était imposée à elle lorsqu'elle a donné naissance à un deuxième enfant neuf ans plus tôt (elle avait alors 44 ans), et que cet enfant s'est révélé en bonne santé à la naissance malgré un test prénatal, une choriocentèse, montrant en début de maternité de fortes probabilités de développer des anomalies congénitales,. Ces recherches sur les premiers stades de la vie humaine peuvent permettre de comprendre pourquoi des grossesses échouent, mais elles posent également des questions éthiques importantes,.

## Principales publications
- (en) Marta N. Shahbazi, Agnieszka Jedrusik, Sanna Vuoristo, Gaelle Recher, Anna Hupalowska, Virginia Bolton, Norah M. E. Fogarty, Alison Campbell, Liani G. Devito, Dusko Ilic, Yakoub Khalaf, Kathy K. Niakan, Simon Fishel & Magdalena Zernicka-Goetz, « Self-organization of the human embryo in the absence of maternal tissues », Nature Cell Biology, no 18,‎ 4 mai 2016, p. 700–708 (DOI 10.1038/ncb3347)